# ۶۱۰ خیابان لکزینگتون
۶۱۰ خیابان لکزینگتون یک آسمان‌خراش واقع در ایالت نیویورک، ایالات متحده آمریکا می‌باشد. ساخت و ساز این ساختمان ۲۰۰۸ شروع شده‌است. مساحت زیربنای آن ۲۳٬۸۸۰ متر مربع (۲۵۷٬۰۰۰ فوت مربع)، تعداد طبقاتش ۶۲ است.